# Illice rhodocraspis
Illice rhodocraspis är en fjärilsart som beskrevs av George Francis Hampson 1905. Illice rhodocraspis ingår i släktet Illice och familjen björnspinnare. Inga underarter finns listade i Catalogue of Life.